# Эллинистический иудаизм
Эллинистический иудаизм — период развития иудаизма с IV века до н. э. по II век н. э., форма древней иудейской религии и жизни, для которых была характерна включённость в феномен эллинизма. Частично пересекается с периодом иудаизма Второго храма (конец VI века до н. э. — 70 год н. э.).
В IV—II веках до н. э. Земля Израиля была подчинена эллинистическим державам Птолемеев и Селевкидов, и евреи подвергались культурной эллинизации. Наряду с древнееврейским и арамейским евреями начинает использоваться также древнегреческий язык (койне). В результате восстания Маккавеев было создано второе древнееврейское государственное образование — Хасмонейское царство, существовавшее в 164-37 годах до н. э. В этот период в состав еврейского народа влились эллинизированные группы и нееврейские семитские народы Негева и Заиорданья.
В 63-37 годах до н. э. Иудея была завоёвана Римской империей. В I—II веках н. э. римляне разбили еврейские освободительные движения, в 70 году н. э. разрушили Второй иерусалимский храм и выселили большую часть евреев, которые пополнили еврейские общины диаспоры. Еврейская диаспора, рассеянная по Римской и Сасанидской империям, прежде всего общины в Александрии, Риме и Месопотамии, лишилась объединяющего центра.
Эллинистический иудаизм был формой иудаизма в древнем мире, который объединил еврейскую религиозную традицию с элементами греческой культуры. До падения Римской империи и мусульманских завоеваний Восточного Средиземноморья главными центрами эллинистического иудаизма были Александрия и Северная Сирия, два главных греческих городских поселения ближневосточной и Северной Африканской области, оба основанные в конце IV века до н. э. в связи с завоеваниями Александра Великого. Эллинистический иудаизм также существовал в Иерусалиме в период Храма, где был конфликт между эллинизаторами и традиционалистами.
Со своей стороны, иудаизм оказывал влияние на эллинистический мир, в котором он, в различных формах и проявлениях, получил широкое распространение. Храм стал центром притяжения не только для многочисленной еврейской диаспоры, но и сотен тысяч приверженцев иудаизма по всему эллинистическому миру. К числу наиболее заметных продуктов эллинистического иудаизма относится Септуагинта — перевод иудейских книг на древнегреческий язык, долгое время бывший основой христианских текстов Ветхого Завета. В этот период жреческое сословие, в руках которого было сосредоточено отправление культа, утратило руководящее положение, и религиозное руководство перешло к законоучителям и мудрецам.
Развитие иудаизма этого периода происходит в условиях вхождения Палестины (с IV века до н. э.) в число земель эллинской цивилизации, сопровождавшегося отказом части еврейского общества от иудейских обычаев и принятием греческих культурных норм, и включения Иудеи в состав Римской империи (с 63 года до н. э.).
Еврейская мистическая традиция испытала влияние иранской и особенно гностической мифологии, а также греческой идеалистической философии (пифагореизма, платонизма и неоплатонизма) и внеконфессионального «тайноведения» (астрологии, алхимии, физиогномики, наукообразной магии) и находилась в тесной связи с апокалиптикой. Она воспринималась негативно сторонниками ортодоксии, но определяла представления, фольклорные мотивы, бытовые поверья, философскую мысль носителей еврейской традиции, возрождаясь в каббале и близких к ней направлениях.
Концепция широких устных контактов еврейской и греко-римской мифологий в эллинистическую и талмудическую эпохи является основой сравнительного подхода к изучению легенд, сохранившихся в апокрифах, псевдоэпиграфах, Талмуде и Мидраше.
Апокрифическая литература не добавила существенных изменений к библейскому пониманию Бога. Однако в этой литературе и в переводах Библии на греческий и арамейский языки явно проявилось стремление устранить антропоморфизм. Соответствующие места в Библии были смягчены или вовсе не включались в текст. Наиболее сильно эта тенденция проявилась в философской литературе в рамках египетской диаспоры, преимущественно составленной на греческом языке и находившейся под влиянием греческой философии. Греческими философами были сформулированы концепты высшего существа, воплощающего добро, истину и красоту (Платон), движущую мировую силу (Аристотель). Эллинистическая еврейская литература стремилась соединить этот отвлечённый образ с главным атрибутом Бога в иудаизме — этическим персонализмом.
Наиболее видным еврейским философом данного периода являлся Филон Александрийский, считавший, что Бог неизмеримо выше самых совершенных понятий добра, истины и красоты и по этой причине не может быть постигнут человеческим разумом. В то же время, если человек стремится к познанию Бога, он возвышается и очищается. Хотя непосредственная связь между естеством Бога и осязаемым миром невозможна, имеют место промежуточные звенья между Богом и человеком, введённые учением Филона, в роли которых выступают заимствованные им у Платона понятия, толкуемые в духовно-аллегорическом ключе: Ангел (посланец Бога), Идея (идеальные формы бытия) и в первую очередь Логос. Если в греческой философии этот термин получил значение «разум», Филон толковал его как совокупность греческих понятий и словесных повелений, через которые Богом был сотворён мир, например, «Да будет свет» и др.